# Štěpánský rybník (Kobylice)
Štěpánský rybník o výměře vodní plochy 8,76 ha se nalézá na okraji lesa u osady Opatov, místní části obce Kobylice v okrese Hradec Králové. V roce 2000 byla provedena jeho revitalizace a odbahnění. Rybník je využíván pro chov ryb a rybník slouží též jako lokální biocentrum pro rozmnožování obojživelníků.

## Galerie

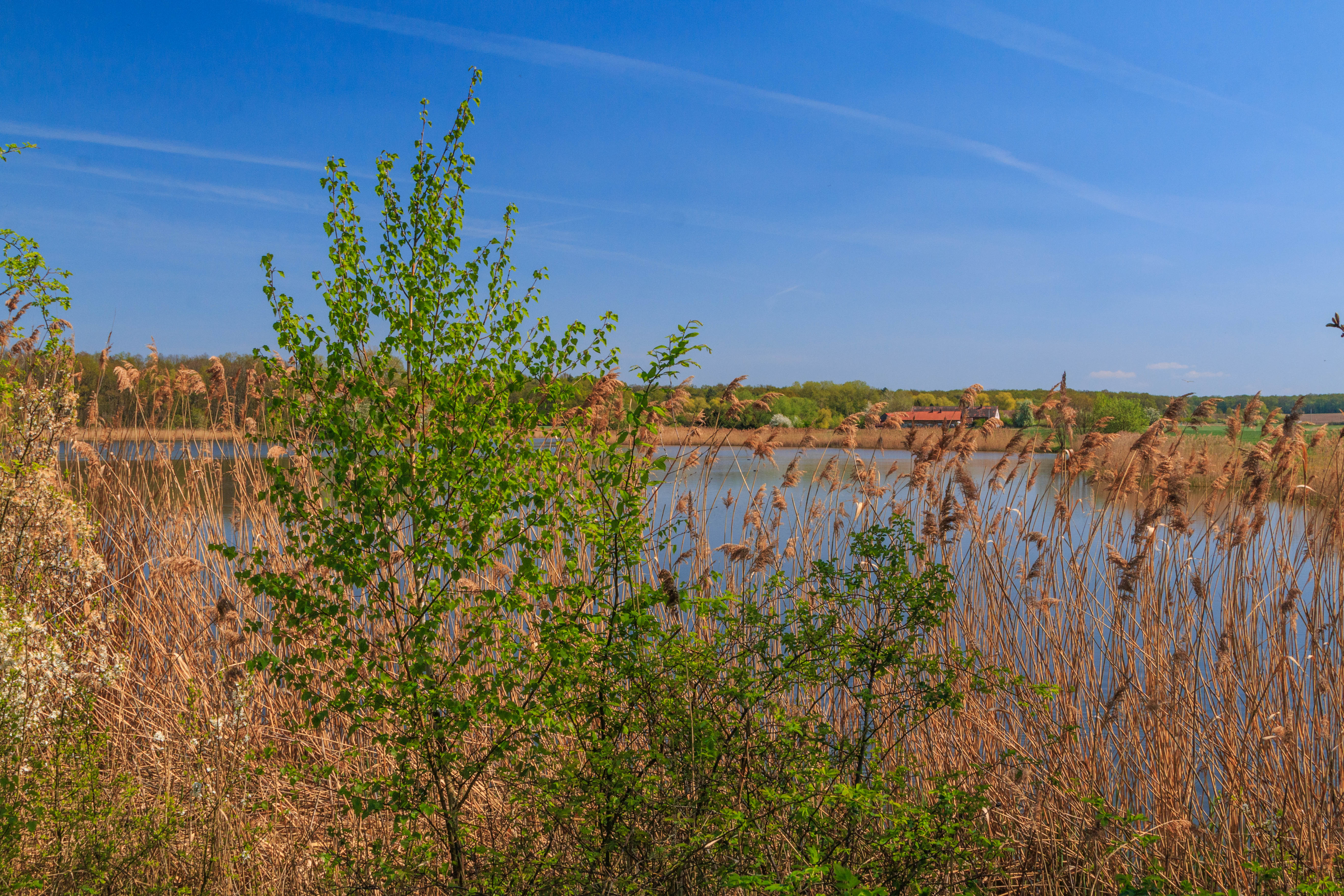
pohled na Štěpánský rybník u Kobylic
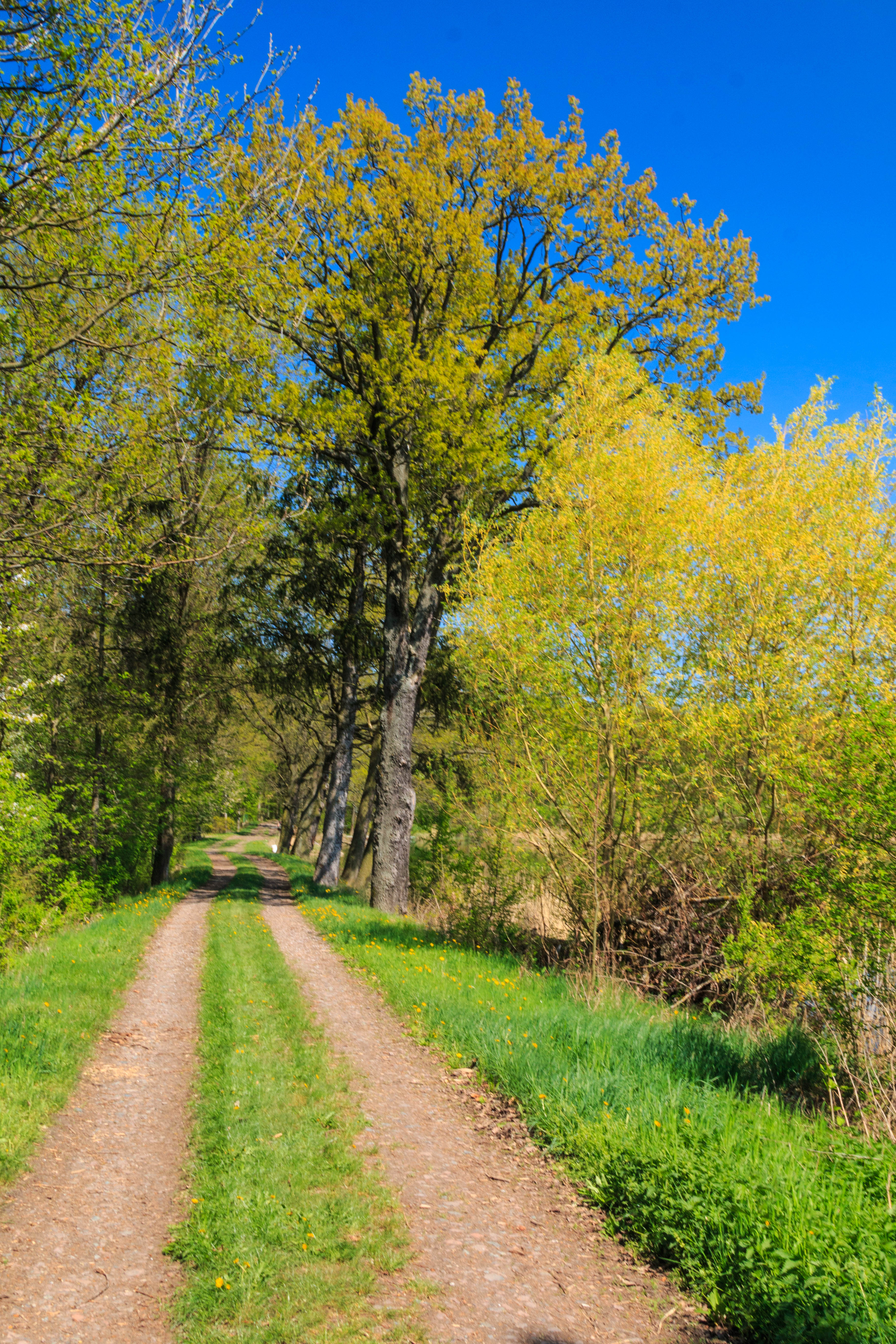
pohled na Štěpánský rybník u Kobylic
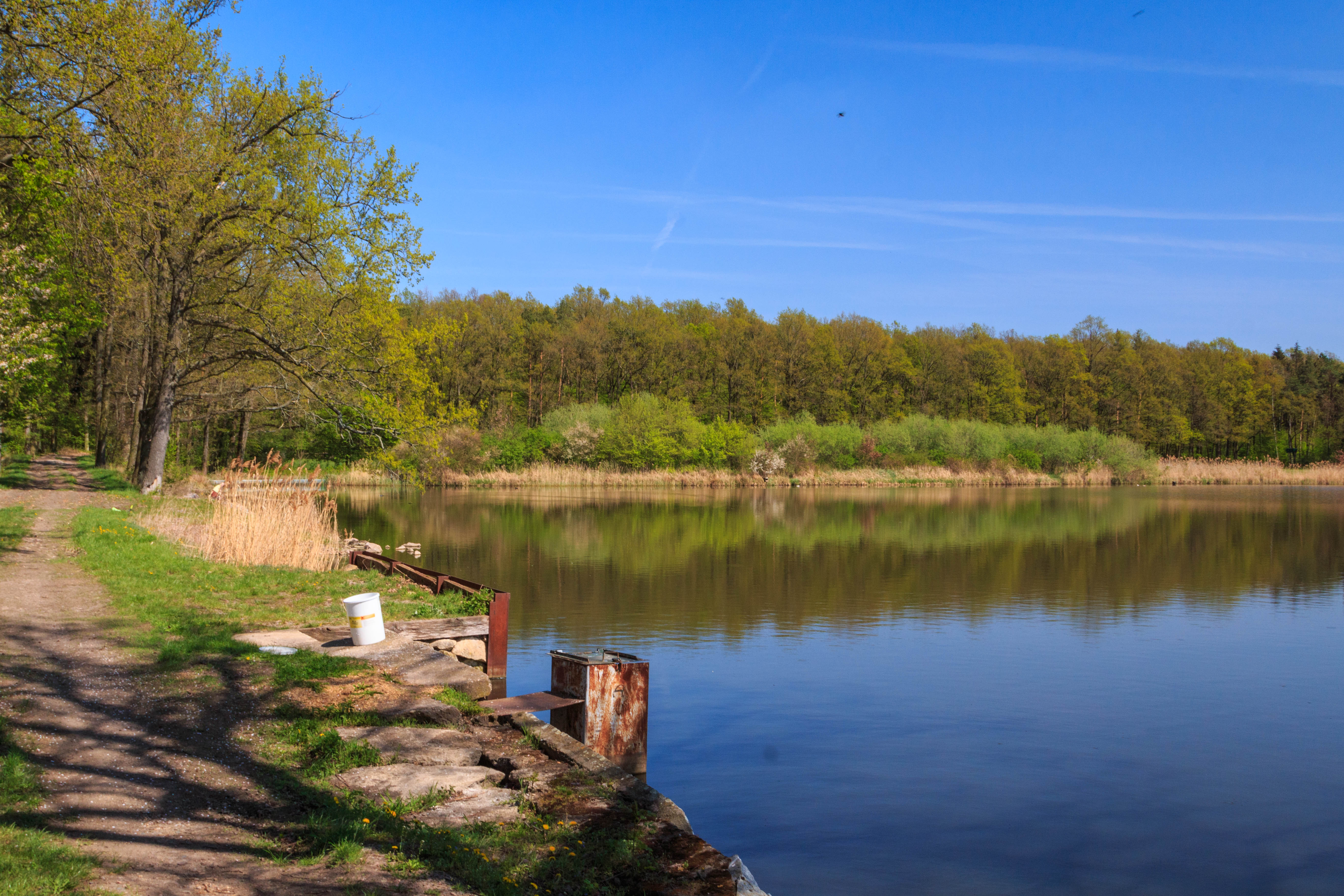
pohled na Štěpánský rybník u Kobylic
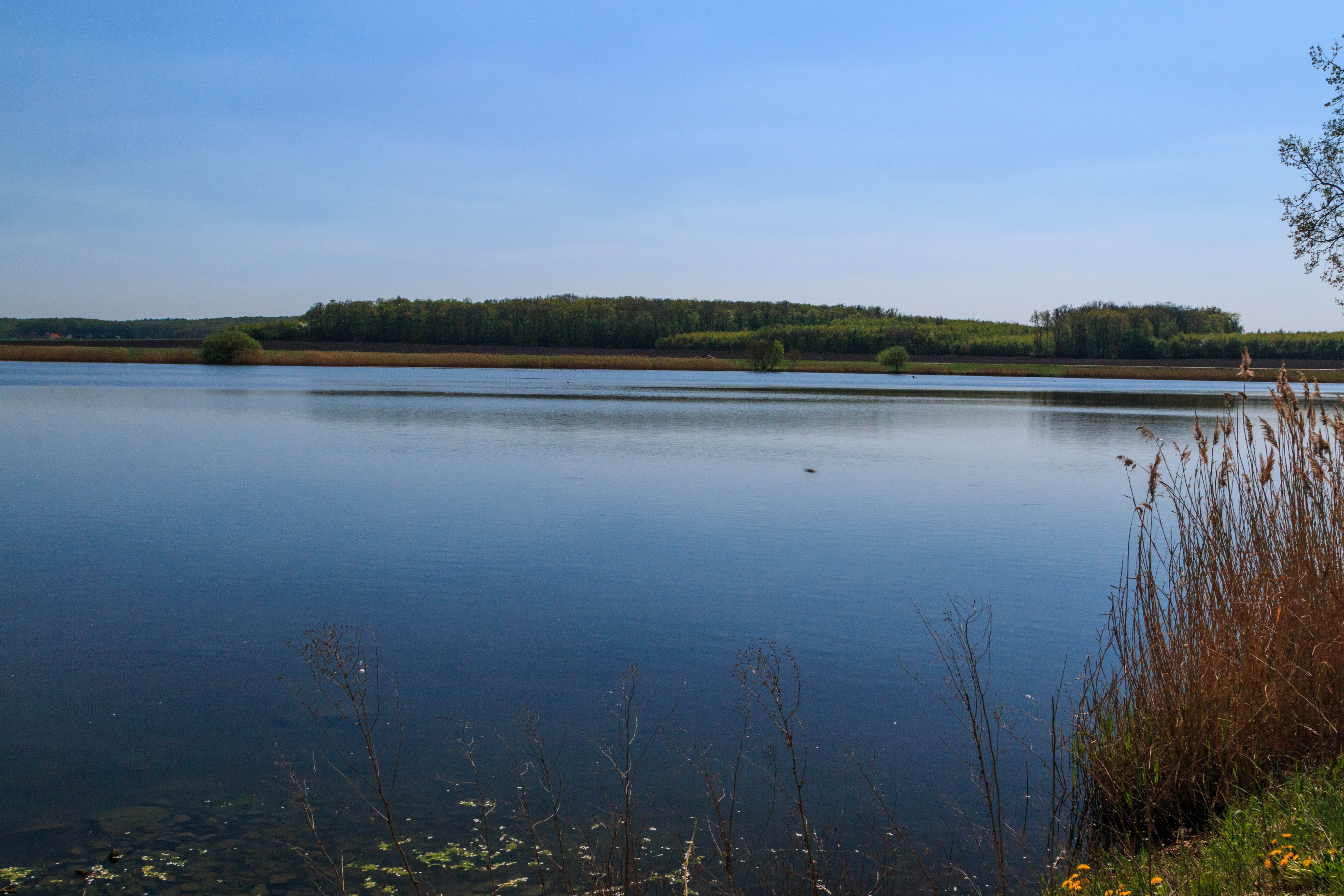
pohled na Štěpánský rybník u Kobylic